# Seznam ameriških kemikov
Seznam ameriških kemikov.

## A
John Jacob Abel - Edward Goodrich Acheson - Gilbert Ashwell - Isaac Asimov

## B
Stephen Moulton Babcock - Werner Emmanuel Bachmann - Alice Ball - Leo Hendrik Baekeland - Neil Bartlett - Derek Harold Richard Barton (1918-1998) - Arnold O. Beckman - Paul Berg - Carolyn Bertozzi  2022 - Hazel Bishop - Paul D. Boyer (1918-2018) - Robert C. Brasted - Martin Julian Bürger -

## C
Hamilton Cady - Melvin Calvin - Wallace Carothers - Thomas Robert Cech (1947) -  David Chandler (1944-2017) Erwin Chargaff (1905-2002) (avstrij.-amer.) - Stanley Cohen (1922-2020) - Elias James Corey - Allan V. Cox - James Crafts - Donald J. Cram - Ray Crist - Robert Curl -

## D
Raymond Davis mlajši - Margaret Oakley Dayhoff - William von Eggers Doering - Jennifer Doudna  2020 - John William Draper - Charles Benjamin Dudley - 

## E
Henry Eyring - 

## F
John Fenn - Edmond H. Fischer - Paul Flory - Heinz Fraenkel-Conrat - Irving Friedman - 

## G
Josiah Willard Gibbs - Oliver Wolcott Gibbs - John B. Goodenough (1922–2023)  2019  - Sidney Gottlieb - Harry P. Gregor

## H
Lloyd Hall - Herbert Aron Hauptman  1985 - Lawrence Joseph Henderson - Dudley Robert Herschbach (1932) - Roald Hoffmann - Wesley Huntress - 

## I
Vladimir Nikolayevich Ipatieff - 

## J
Percy Julian - 

## K
Martin Kamen - Katalin Karikó (madžarsko-ameriška) 2023 - Jerome Karle  1985 - Edward Calvin Kendall - William Standish Knowles - Walter Kohn -

## L
Abel Lajtha ? - Irving Langmuir (fizikalni) - Paul Lauterbur - Gilbert N. Lewis - Fritz Albert Lipmann - William Lipscomb -

## M
- Jacob A. Marinsky
- Russell Marker
- Hudson Maxim
- Joseph Edward Mayer (1904 – 1983)
- Stanley Miller (1930 – 2007)
- William E. Moerner
- Edward Williams Morley (1838 – 1923)
- Robert Sanderson Mulliken (1896 – 1986)

## N
Robert Nalbandyan - David E. Nichols - Arthur Amos Noyes - 

## O
Alex Golden Oblad - Ralph E. Oesper - Lars Onsager - David W. Oxtoby

## P
Jack Parsons - Linus Carl Pauling (1901–1994)  
John Pemberton - B. Montgomery Pettitt - Kenneth Pitzer - Van Rensselaer Potter -

## R
David Rasnick - Stuart A. Rice - Ellen Swallow Richards - Theodore William Richards - David Rittenberg - John D. Roberts (1918–2016) - Frank Sherwood Rowland - Sam Ruben - 

## S
- Wilbur Scoville
- Glenn Theodore Seaborg (1912–1999)  1951
- Barry Sharpless (1941–)  2001 in 2022
- Benjamin Silliman mlajši
- John Clarke Slater (1900–1976)
- Frank Spedding
- William Howard Stein
- Leo (Henryk) Sternbach (1908–2005) (poljsko-ameriški, rojen v Opatiji)
- Walter H. Stockmayer
- James B. Sumner

## T
James Tour - David Turnbull

## U
Harold C. Urey (1893–1981)  

## V
Lauri Vaska - Gordon Vehar - Vincent du Vigneaud - Bernard Vonnegut - 

## W
Selman Waksman - Drew Weissman  2023 -  Benjamin Widom – Harvey W. Wiley - Edgar Bright Wilson (1908-92) -
Robert Burns Woodward

## Z
Richard N. Zare - 